# Glareola
Glareola Brisson, 1760 è un genere di uccelli caradriformi della famiglia Glareolidae.

## Descrizione
Le specie appartenenti a Glareola sono uccelli con zampe corte, ali lunghe e appuntite, becchi corti e code lunghe e forcute.
Si cibano prevalentemente in volo come le rondini, ma a volte trovano gli insetti di cui si nutrono anche al suolo. Il loro volo è molto aggraziato e ricco di evoluzioni che servono per inseguire le prede. Sono attivi soprattutto all'alba e al tramonto, e riposano durante le ore più calde della giornata.
Le femmine depositano dalle due alle quattro uova in una buca spoglia.

## Distribuzione e habitat
Il genere è distribuito nelle zone più calde del Vecchio Mondo (in Europa meridionale, Africa e Asia). Le specie che nidificano in regioni temperate sono grandi migratrici.

## Tassonomia
Questo genere comprende sette specie:
- Glareola pratincola (Linnaeus, 1766) - pernice di mare comune
- Glareola maldivarum J.R.Forster, 1795 - pernice di mare dal collare
- Glareola nordmanni Fischer von Waldheim, 1842 - pernice di mare orientale
- Glareola ocularis J.Verreaux, 1833 - pernice di mare del Madagascar
- Glareola nuchalis G.R.Gray, 1849 - pernice di mare dal collare bianco
- Glareola cinerea Fraser, 1843 - pernice di mare cenerina
- Glareola lactea Temminck, 1820 - pernice di mare minore